# Macarthur
Macarthur är en del av en befolkad plats i Australien. Den ligger i territoriet Australian Capital Territory, i den sydöstra delen av landet, omkring 11 kilometer söder om huvudstaden Canberra.
Runt Macarthur är det tätbefolkat, med 286 invånare per kvadratkilometer.. Närmaste större samhälle är Canberra, omkring 11 kilometer norr om Macarthur.
Runt Macarthur är det i huvudsak tätbebyggt. Genomsnittlig årsnederbörd är 990 millimeter. Den regnigaste månaden är februari, med i genomsnitt 169 mm nederbörd, och den torraste är maj, med 39 mm nederbörd.